# Traquet kurde
Oenanthe xanthoprymna · Traquet à queue rousse
Espèce
Statut de conservation UICN

 LC : Préoccupation mineure
Le Traquet kurde (Oenanthe xanthoprymna), aussi appelé Traquet à queue rousse, est une espèce de passereaux de la famille des Muscicapidae. Elle a été décrite en 1833 par les naturalistes Wilhelm Hemprich et Christian Gottfried Ehrenberg.

## Description
De taille moyenne (environ 14 cm), le Traquet kurde présente un dimorphisme sexuel. La bavette (plumes sous le bec) et les ailes du mâle sont noires, les parties supérieures grises et les plumes caudales inférieures et supérieures cannelle. Gris-brun dans l'ensemble, la femelle a la base de la queue cannelle, et une gorge parfois plus sombre.

## Comportement

### Alimentation
Comme l'ensemble des oiseaux du genre Oenanthe, le Traquet kurde est insectivore.

## Répartition et habitat

### Distribution
Le Traquet kurde vit dans les déserts et terres arbustives xériques du Moyen-Orient. Il hiverne dans les habitats montagneux arides proches du Nil et de la mer Rouge, du nord-est du Soudan et de l'ouest de l'Arabie. Il se reproduit sur les flancs de montagne ouverts et rocheux du sud-est de la Turquie, de l'extrême nord-est de l'Irak et de l'ouest de l'Iran,.

### Population
La population est stable avec un nombre d'individus estimé entre 12 000 et 40 000. Il n'existe pas de préoccupations particulières quant à la disparition de l'espèce.

## Observation dans le Puy-de-Dôme
En mai 2015, Alex Clamens, enseignant à Clermont-Ferrand et ornithologue bénévole à la Ligue pour la protection des oiseaux, observe et décrit un individu mâle isolé, jamais vu en France auparavant, depuis les ruines du temple de Mercure au sommet du puy de Dôme. Les jours suivants, plusieurs dizaines d'autres ornithologues font le déplacement pour photographier le Traquet perdu à plus de 2 700 km de sa zone d'habitat, dans un paysage similaire à ceux du Kurdistan, avant qu’il cesse d’apparaître.
Cet évènement inspirera l'écrivain Jean Rolin, lui-même amateur d'oiseaux, pour son roman Le Traquet kurde, publié en janvier 2018 et récompensé par le prix Alexandre-Vialatte. Sur la piste du passereau, des prairies du Hertfordshire aux montagnes kurdes, le narrateur écrivain y croise les grandes figures de l'histoire impériale britannique, dont beaucoup sont des ornithologues avertis : Thomas Edward Lawrence, St. John Philby, Wilfred Thesiger, ainsi que le controversé colonel Meinertzhagen,.